# Miami Open 2006 - Qualificazioni singolare maschile
Le qualificazioni del singolare maschile del Miami Open 2006 sono state un torneo di tennis preliminare per accedere alla fase finale della manifestazione. I vincitori dell'ultimo turno sono entrati di diritto nel tabellone principale. In caso di ritiro di uno o più giocatori aventi diritto a questi sono subentrati i lucky loser, ossia i giocatori che hanno perso nell'ultimo turno ma che avevano una classifica più alta rispetto agli altri partecipanti che avevano comunque perso nel turno finale.
Le qualificazioni del torneo NASDAQ-100 Open  2006 prevedevano 48 partecipanti di cui 12 sono entrati nel tabellone principale.

## Teste di serie
1. Björn Phau (ultimo turno)
2. Lukáš Dlouhý (Qualificato)
3. Rainer Schüttler (primo turno)
4. Julien Benneteau (primo turno)
5. Marcos Daniel (ultimo turno)
6. Jan Hernych (Qualificato)
7. Philipp Kohlschreiber (primo turno)
8. Justin Gimelstob (Qualificato)
9. Guillermo García López (ultimo turno)
10. Janko Tipsarević (primo turno)
11. Paul Capdeville (Qualificato)
12. Răzvan Sabău (primo turno)

1. Chris Guccione (primo turno)
2. Oliver Marach (ultimo turno)
3. Olivier Patience (ultimo turno)
4. Bobby Reynolds (ultimo turno)
5. Stefan Koubek (ultimo turno)
6. Michael Berrer (ultimo turno)
7. Igor' Kunicyn (Qualificato)
8. Kevin Kim (Qualificato)
9. Peter Luczak (Qualificato)
10. Simon Greul (Qualificato)
11. Rik De Voest (primo turno)
12. Alex Bogomolov Jr. (primo turno)

## Qualificati
1. Igor' Kunicyn
2. Lukáš Dlouhý
3. Simon Greul
4. Mardy Fish
5. Kevin Kim
6. Jan Hernych

1. Michaël Llodra
2. Justin Gimelstob
3. Peter Luczak
4. George Bastl
5. Paul Capdeville
6. Alex Bogomolov Jr.

## Tabellone

### Legenda
| - Q = Qualificato - WC = Wild card - LL = Lucky loser | - ALT = Alternate - SE = Special Exempt - PR = Protected Ranking | - w/o = Walkover - r = Ritirato - d = Squalificato |

### Sezione 1
|  | Primo turno | Primo turno   | Primo turno   | Primo turno | Primo turno |  |  | Ultimo turno | Ultimo turno  | Ultimo turno  | Ultimo turno | Ultimo turno |  |
|  |             |               |               |             |             |  |  |              |               |               |              |              |  |
|  | 1           | Björn Phau    | Björn Phau    | 7           | 6           |  |  |              |               |               |              |              |  |
|  |             | Tomáš Cakl    | Tomáš Cakl    | 5           | 0           |  |  | 1            | Björn Phau    | Björn Phau    | 62           | 0            |  |
|  | 19          | Igor' Kunicyn | Igor' Kunicyn | 6           | 6           |  |  | 19           | Igor' Kunicyn | Igor' Kunicyn | 7            | 6            |  |
|  |             | Łukasz Kubot  | Łukasz Kubot  | 4           | 2           |  |  |              |               |               |              |              |  |

### Sezione 2
|  | Primo turno | Primo turno      | Primo turno      | Primo turno | Primo turno |  |  | Ultimo turno | Ultimo turno     | Ultimo turno | Ultimo turno | Ultimo turno |  |
|  |             |                  |                  |             |             |  |  |              |                  |              |              |              |  |
|  | 2           | Lukáš Dlouhý     | 2                | 7           | 6           |  |  |              |                  |              |              |              |  |
|  |             | Frank Dancevic   | 6                | 5           | 0           |  |  | 2            | Lukáš Dlouhý     | 7            | 5            | 7            |  |
|  | 15          | Olivier Patience | Olivier Patience | 6           | 6           |  |  | 15           | Olivier Patience | 63           | 7            | 62           |  |
|  |             | Robin Roshardt   | Robin Roshardt   | 4           | 2           |  |  |              |                  |              |              |              |  |

### Sezione 3
|  | Primo turno | Primo turno      | Primo turno      | Primo turno | Primo turno |  |  | Ultimo turno | Ultimo turno  | Ultimo turno | Ultimo turno | Ultimo turno |  |
|  |             |                  |                  |             |             |  |  |              |               |              |              |              |  |
|  |             | Ricardo Mello    | Ricardo Mello    | 6           | 2           |  |  |              |               |              |              |              |  |
|  | 3           | Rainer Schüttler | Rainer Schüttler | 3           | 1r          |  |  |              | Ricardo Mello | 1            | 6            | 5            |  |
|  | 22          | Simon Greul      | Simon Greul      | 6           | 6           |  |  | 22           | Simon Greul   | 6            | 0            | 7            |  |
|  |             | Adrián García    | Adrián García    | 3           | 3           |  |  |              |               |              |              |              |  |

### Sezione 4
|  | Primo turno | Primo turno      | Primo turno      | Primo turno | Primo turno |  |  | Ultimo turno | Ultimo turno  | Ultimo turno  | Ultimo turno | Ultimo turno |  |
|  |             |                  |                  |             |             |  |  |              |               |               |              |              |  |
|  |             | Mardy Fish       | Mardy Fish       | 7           | 6           |  |  |              |               |               |              |              |  |
|  | 4           | Julien Benneteau | Julien Benneteau | 5           | 3           |  |  |              | Mardy Fish    | Mardy Fish    | 6            | 6            |  |
|  | 14          | Oliver Marach    | Oliver Marach    | 6           | 6           |  |  | 14           | Oliver Marach | Oliver Marach | 3            | 1            |  |
|  |             | Lars Burgsmüller | Lars Burgsmüller | 1           | 3           |  |  |              |               |               |              |              |  |

### Sezione 5
|  | Primo turno | Primo turno   | Primo turno   | Primo turno | Primo turno |  |  | Ultimo turno | Ultimo turno  | Ultimo turno | Ultimo turno | Ultimo turno |  |
|  |             |               |               |             |             |  |  |              |               |              |              |              |  |
|  | 5           | Marcos Daniel | Marcos Daniel | 6           | 6           |  |  |              |               |              |              |              |  |
|  |             | Philip Bester | Philip Bester | 0           | 1           |  |  | 5            | Marcos Daniel | 6            | 3            | 2            |  |
|  | 20          | Kevin Kim     | Kevin Kim     | 6           | 6           |  |  | 20           | Kevin Kim     | 3            | 6            | 6            |  |
|  |             | Nathan Healey | Nathan Healey | 0           | 3           |  |  |              |               |              |              |              |  |

### Sezione 6
|  | Primo turno | Primo turno    | Primo turno    | Primo turno | Primo turno |  |  | Ultimo turno | Ultimo turno   | Ultimo turno   | Ultimo turno | Ultimo turno |  |
|  |             |                |                |             |             |  |  |              |                |                |              |              |  |
|  | 6           | Jan Hernych    | Jan Hernych    | 7           | 6           |  |  |              |                |                |              |              |  |
|  |             | Thiago Alves   | Thiago Alves   | 5           | 2           |  |  | 6            | Jan Hernych    | Jan Hernych    | 6            | 6            |  |
|  | 16          | Bobby Reynolds | Bobby Reynolds | 6           | 6           |  |  | 16           | Bobby Reynolds | Bobby Reynolds | 1            | 4            |  |
|  |             | Marcus Fugate  | Marcus Fugate  | 1           | 4           |  |  |              |                |                |              |              |  |

### Sezione 7
|  | Primo turno | Primo turno           | Primo turno           | Primo turno | Primo turno |  |  | Ultimo turno   | Ultimo turno   | Ultimo turno | Ultimo turno | Ultimo turno |  |
|  |             |                       |                       |             |             |  |  |                |                |              |              |              |  |
|  |             | Michaël Llodra        | Michaël Llodra        | 7           | 6           |  |  |                |                |              |              |              |  |
|  | 7           | Philipp Kohlschreiber | Philipp Kohlschreiber | 63          | 4           |  |  | Michaël Llodra | Michaël Llodra | 6            | 2            | 6            |  |
|  |             | Rik De Voest          | Rik De Voest          | 6           | 6           |  |  | Rik De Voest   | Rik De Voest   | 3            | 6            | 4            |  |
|  | 23          | Jeff Morrison         | Jeff Morrison         | 4           | 4           |  |  |                |                |              |              |              |  |

### Sezione 8
|  | Primo turno | Primo turno       | Primo turno       | Primo turno | Primo turno |  |  | Ultimo turno | Ultimo turno     | Ultimo turno     | Ultimo turno | Ultimo turno |  |
|  |             |                   |                   |             |             |  |  |              |                  |                  |              |              |  |
|  | 8           | Justin Gimelstob  | Justin Gimelstob  | 6           | 6           |  |  |              |                  |                  |              |              |  |
|  |             | Harel Levy        | Harel Levy        | 4           | 4           |  |  | 8            | Justin Gimelstob | Justin Gimelstob | 6            | 6            |  |
|  | 18          | Michael Berrer    | Michael Berrer    | 7           | 6           |  |  | 18           | Michael Berrer   | Michael Berrer   | 4            | 3            |  |
|  |             | Santiago González | Santiago González | 5           | 2           |  |  |              |                  |                  |              |              |  |

### Sezione 9
|  | Primo turno | Primo turno            | Primo turno            | Primo turno | Primo turno |  |  | Ultimo turno | Ultimo turno           | Ultimo turno           | Ultimo turno | Ultimo turno |  |
|  |             |                        |                        |             |             |  |  |              |                        |                        |              |              |  |
|  | 9           | Guillermo García López | Guillermo García López | 6           | 6           |  |  |              |                        |                        |              |              |  |
|  |             | Evgenij Korolëv        | Evgenij Korolëv        | 2           | 2           |  |  | 9            | Guillermo García López | Guillermo García López | 1            | 4            |  |
|  | 21          | Peter Luczak           | Peter Luczak           | 7           | 6           |  |  | 21           | Peter Luczak           | Peter Luczak           | 6            | 6            |  |
|  |             | Hugo Armando           | Hugo Armando           | 64          | 4           |  |  |              |                        |                        |              |              |  |

### Sezione 10
|  | Primo turno | Primo turno      | Primo turno      | Primo turno | Primo turno |  |  | Ultimo turno | Ultimo turno  | Ultimo turno  | Ultimo turno | Ultimo turno |  |
|  |             |                  |                  |             |             |  |  |              |               |               |              |              |  |
|  |             | George Bastl     | George Bastl     | 6           | 2           |  |  |              |               |               |              |              |  |
|  | 10          | Janko Tipsarević | Janko Tipsarević | 3           | 0r          |  |  |              | George Bastl  | George Bastl  | 6            | 7            |  |
|  | 17          | Stefan Koubek    | 6                | 5           | 7           |  |  | 17           | Stefan Koubek | Stefan Koubek | 2            | 5            |  |
|  |             | Roko Karanušić   | 4                | 7           | 64          |  |  |              |               |               |              |              |  |

### Sezione 11
|  | Primo turno | Primo turno     | Primo turno     | Primo turno | Primo turno |  |  | Ultimo turno | Ultimo turno    | Ultimo turno | Ultimo turno | Ultimo turno |  |
|  |             |                 |                 |             |             |  |  |              |                 |              |              |              |  |
|  | 11          | Paul Capdeville | Paul Capdeville | 6           | 6           |  |  |              |                 |              |              |              |  |
|  |             | Brian Vahaly    | Brian Vahaly    | 0           | 2           |  |  | 11           | Paul Capdeville | 7            | 3            | 6            |  |
|  |             | Chris Guccione  | 7               | 4           | 6           |  |  |              | Chris Guccione  | 65           | 6            | 2            |  |
|  | 13          | Jiří Vaněk      | 68              | 6           | 0           |  |  |              |                 |              |              |              |  |

### Sezione 12
|  | Primo turno | Primo turno        | Primo turno        | Primo turno | Primo turno |  |  | Ultimo turno       | Ultimo turno       | Ultimo turno       | Ultimo turno | Ultimo turno |  |
|  |             |                    |                    |             |             |  |  |                    |                    |                    |              |              |  |
|  |             | Michal Mertiňák    | 6                  | 5           | 6           |  |  |                    |                    |                    |              |              |  |
|  | 12          | Răzvan Sabău       | 4                  | 7           | 3           |  |  | Michal Mertiňák    | Michal Mertiňák    | Michal Mertiňák    | 2            | 0            |  |
|  |             | Alex Bogomolov Jr. | Alex Bogomolov Jr. | 6           | 6           |  |  | Alex Bogomolov Jr. | Alex Bogomolov Jr. | Alex Bogomolov Jr. | 6            | 6            |  |
|  | 24          | Ramón Delgado      | Ramón Delgado      | 0           | 4           |  |  |                    |                    |                    |              |              |  |